# Vierpass

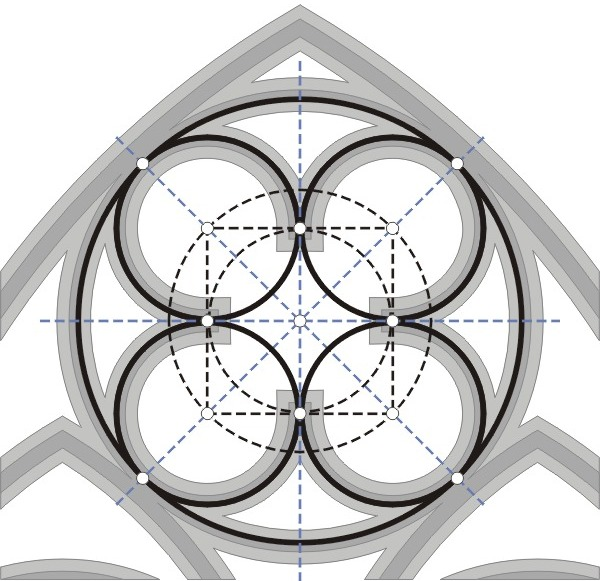
Vierpass mit Dreiviertelkreisbögen

Der Vierpass ist ein häufiges Ornament der Romanik und der Gotik. Er besteht üblicherweise aus vier Kreisbögen mit gleichen Radien, die einem Kreis einbeschrieben sind. In der Architektur wurden Vierpässe vor allem im Maßwerk bei der Gestaltung von Fenstern genutzt oder (als Blendmaßwerk) bei der Dekoration von Wandflächen. Der Vierpass tritt aber auch als Grundriss von Gebäuden oder Gebäudeteilen auf.

## Formen

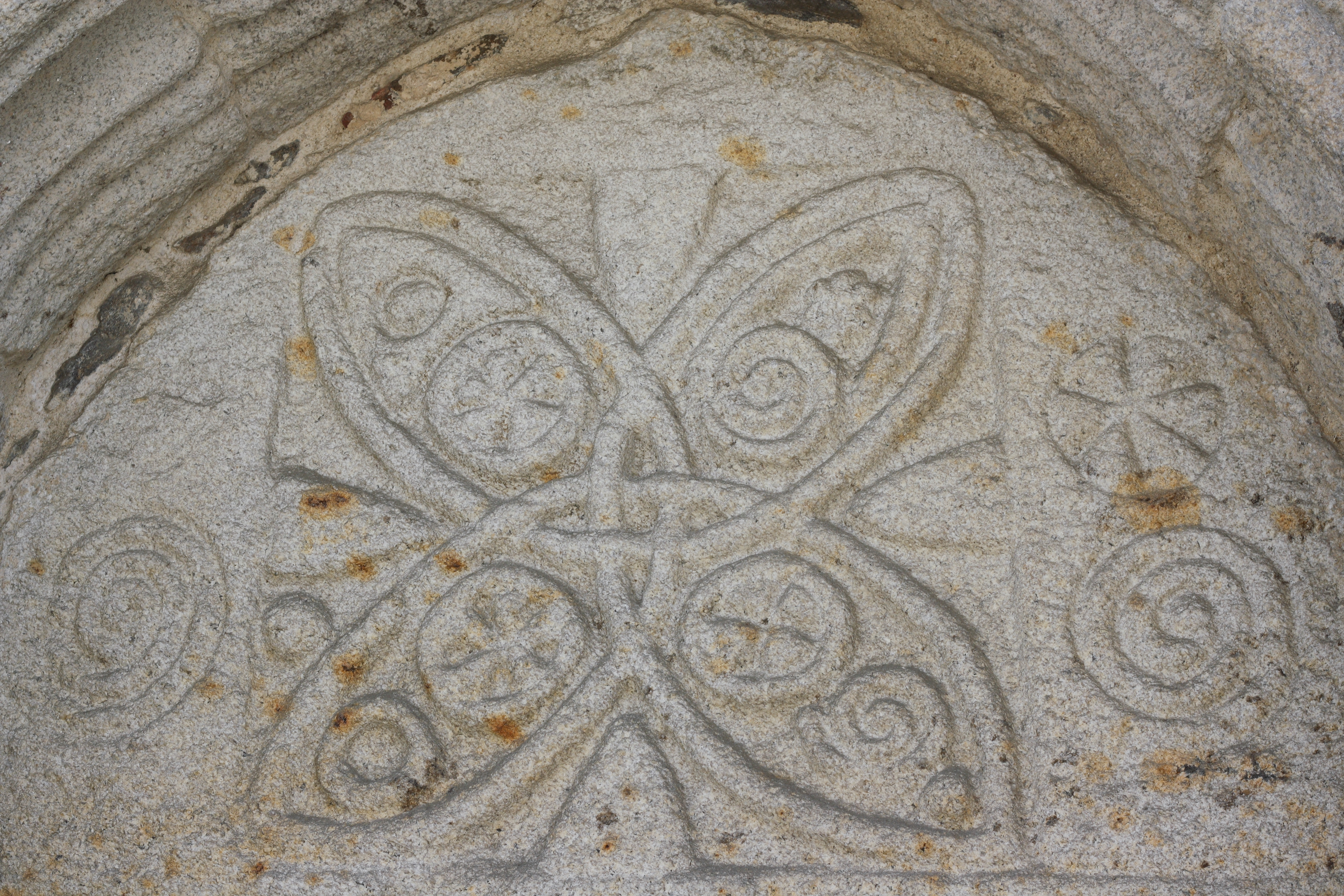
Gezogener „liegender“ Vierpass als Blendmaßwerk, mit Überlappungen im Inneren

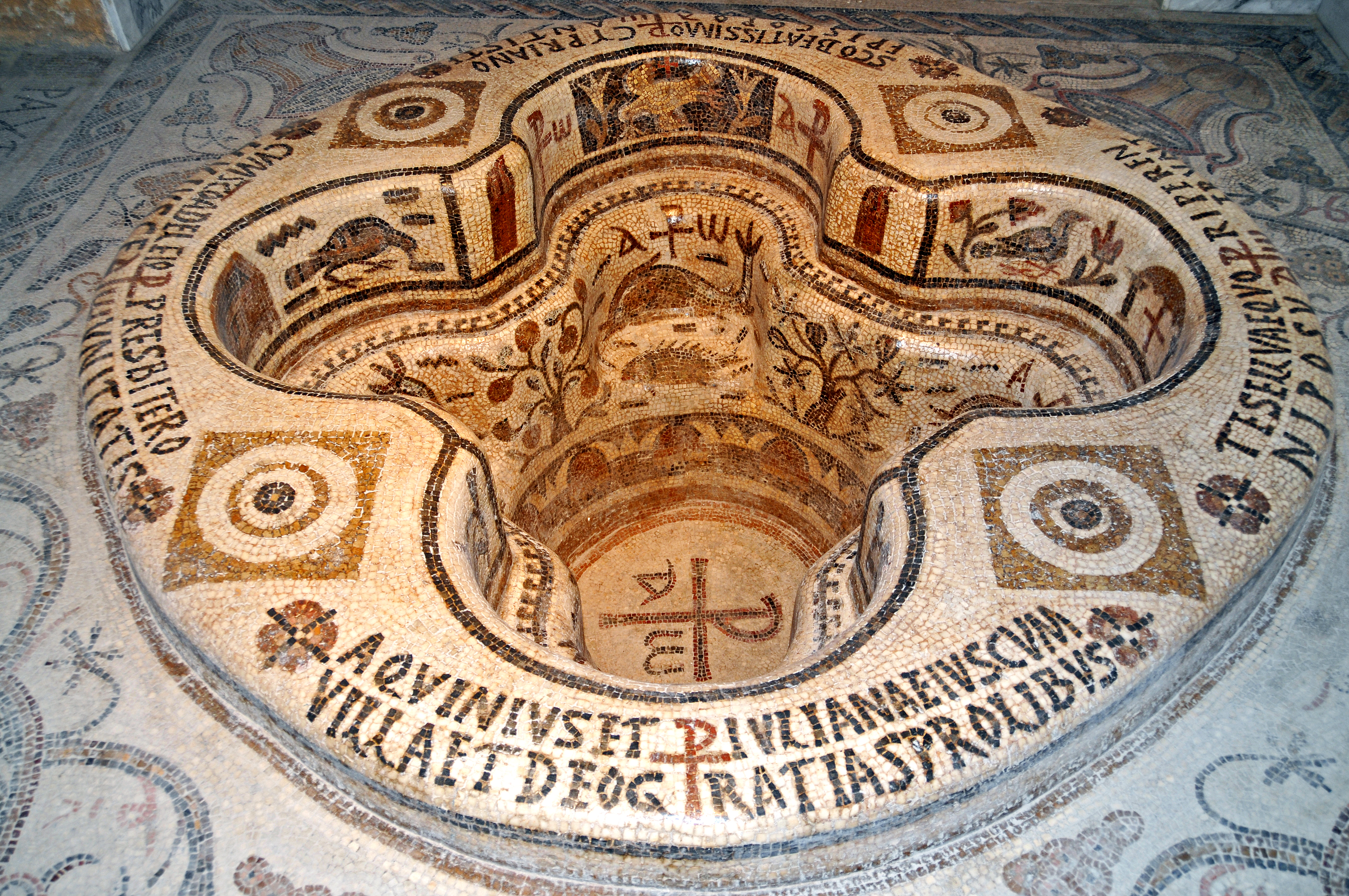
Baptisterium von Kelibia, Tunesien

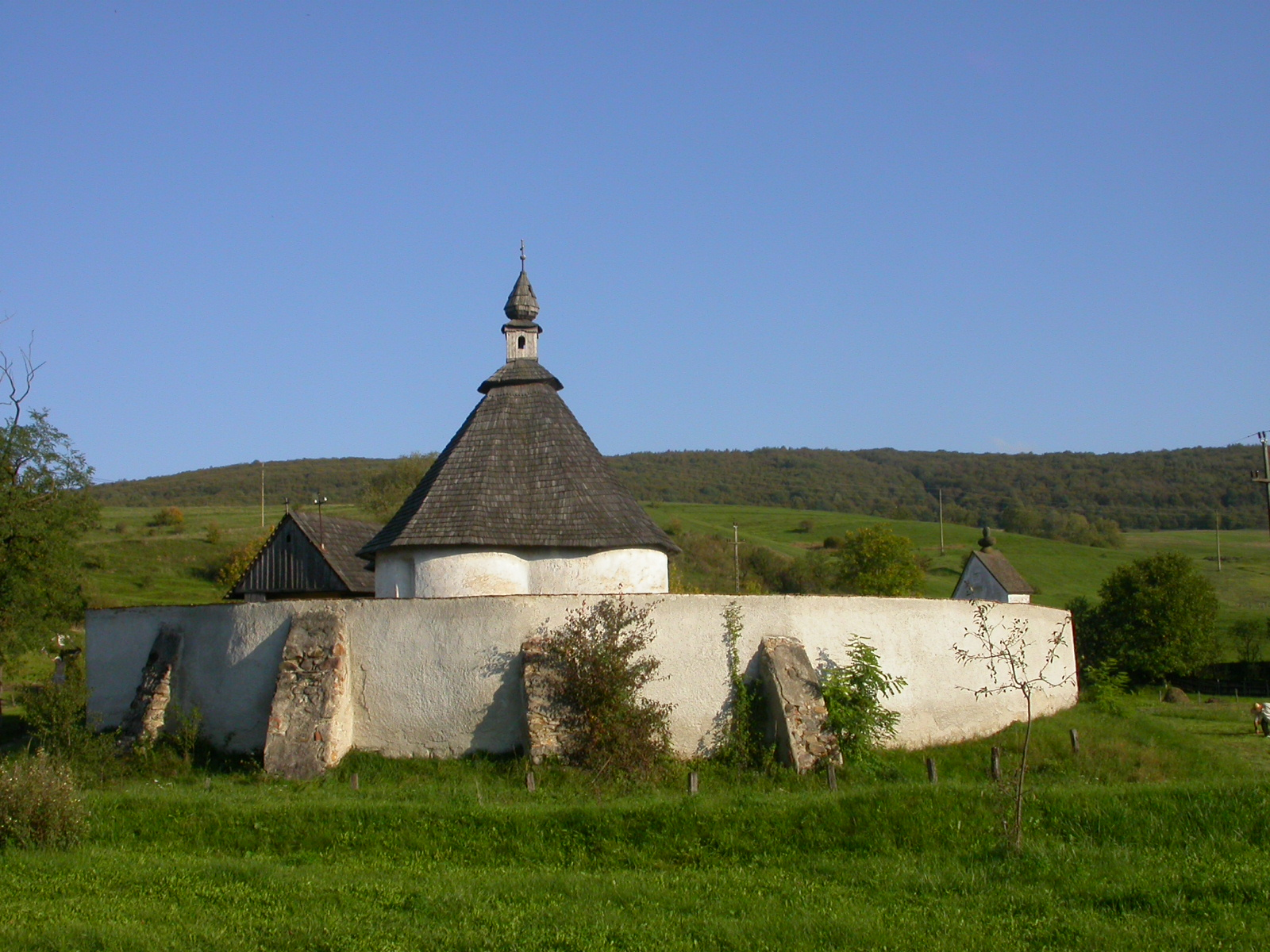
Vierpass als Grundriss: Kapelle in Oderhellen, Siebenbürgen

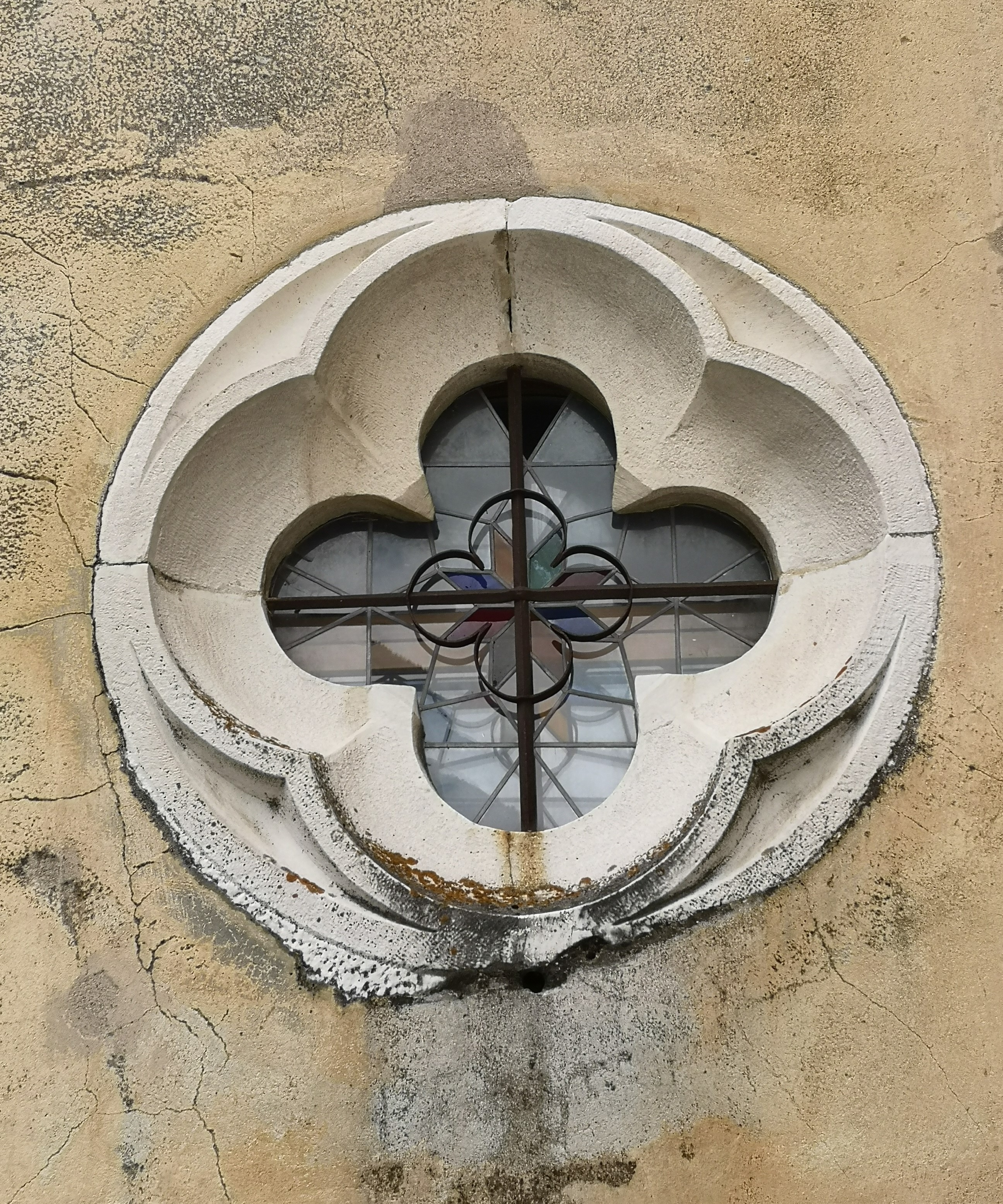
Vierpassrosette der St.-Anna-Kapelle bei Schloss Annenberg im Vinschgau, beginnendes 16. Jahrhundert

Es gibt sowohl „stehende“ als auch „liegende“ Formen. Ein Vierpass besitzt vier Symmetrieachsen. Es gibt zwei häufig verwendete Formen: Die meisten Vierpässe bestehen entweder aus vier Halbkreisbögen oder aus vier Dreiviertelkreis- oder Hufeisenbögen. Darüber hinaus kommen vor allem in der Spätgotik zahlreiche Varianten vor, darunter gestreckte oder gebogene Vierpässe, deren Flächen oder Maßwerklinien sich – vor allem beim Blendmaßwerk – überschneiden können (siehe Bild rechts).

Stehender Vierpass mit Halbkreisbögen
Stehender Vierpass mit Dreiviertelkreisbögen
Liegender Vierpass mit Spitzen eines Quadrats
Zum Vergleich: stehender Dreipass

## Geschichte
In der klassischen Antike tauchen Vierpässe nicht auf. Einer der ersten Vierpässe aus dem 6. Jahrhundert findet sich im frühchristlichen Baptisterium der tunesischen Stadt Kelibia, welches sich heute im Bardo-Museum in Tunis befindet. Er wiederholt sich auf einer unteren Ebene und ist vollständig mit Mosaiken überzogen, die möglicherweise eine Vier-Jahreszeiten-Symbolik beinhalten. Der älteste Nachweis eines vierpassförmigen Taufbeckens nördlich der Alpen wurde 2024 in der Stiftskirche St. Servatii in Quedlinburg entdeckt und stammt aus dem 10. Jahrhundert.
Die Interpretation des Vierpasses wird ab dem achten Jahrhundert aus der byzantinischen von der lateinischen Kirche übernommen und steht zunächst vermehrt für die Einheit der vier Evangelisten. Ein bekanntes Beispiel ist die Darstellung von Markus im karolingischen Codex Liber Viventium (Buch der Lebenden) aus Pfäfers.
Ab dem 12. Jahrhundert werden dann manchmal die Heiligen von dieser speziellen Mandorla-Form umschlossen, als Zeichen, dass sie nach ihrem Tod in den Himmel eingegangen sind. In der Gotik wird der Einsatz vielseitiger und reicht von der architektonischen Verwendung als Brunnenform bis zur Verwendung auf Münzen.

## Münzen und Wappen

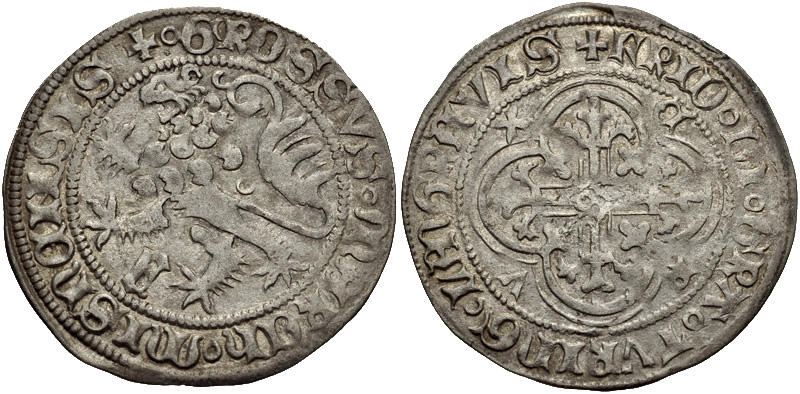
Meißner Groschen der Münzstätte Freiberg. Im Vierpass befindet sich ein Lilienkreuz.

Auch auf Münzen sind Vierpässe als Verzierung des Gepräges, die das innere Münzbild umschließen, seit dem Hochmittelalter als ornamentale Umrahmung der Münzrückseite (Revers) zu finden. Ebenfalls erscheinen Vierpässe in der Heraldik. Hier ist der Vierpass eine gemeine Figur. Die Lage („liegend“ oder „stehend“) ist in der Wappenbeschreibung zu erwähnen.

La Sauvetat (Puy-de-Dôme)
Tar (Ungarn)
Seißen

## Dreipass und Vielpass
Seltener als der Vierpass treten der Dreipass und der Vielpass auf. Zu den Vielpässen zählen unter anderem der Fünfpass und der Sechspass.

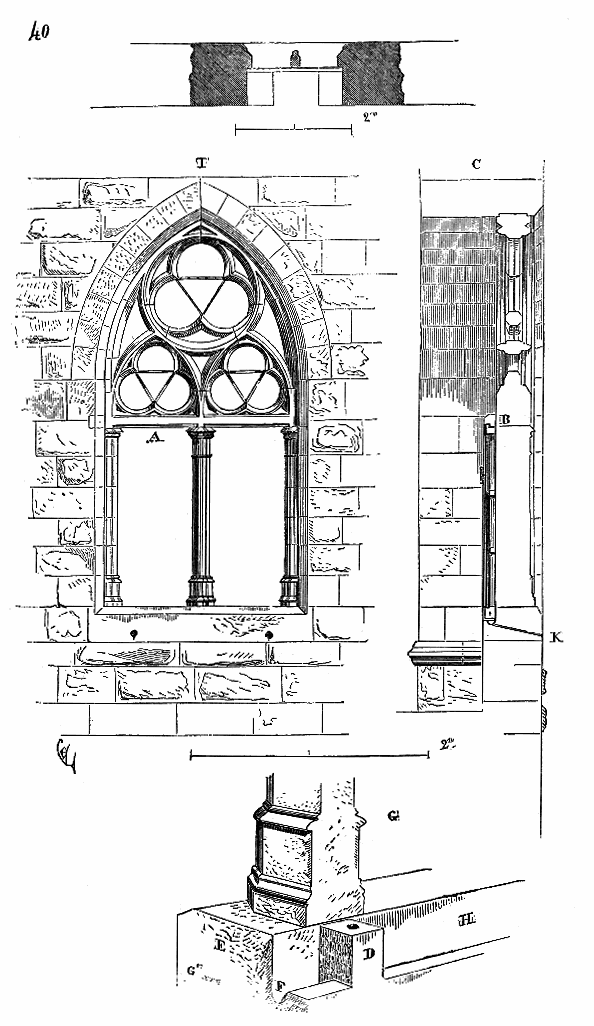
„Liegende“ Dreipässe an der Porte narbonnaise in Carcassonne
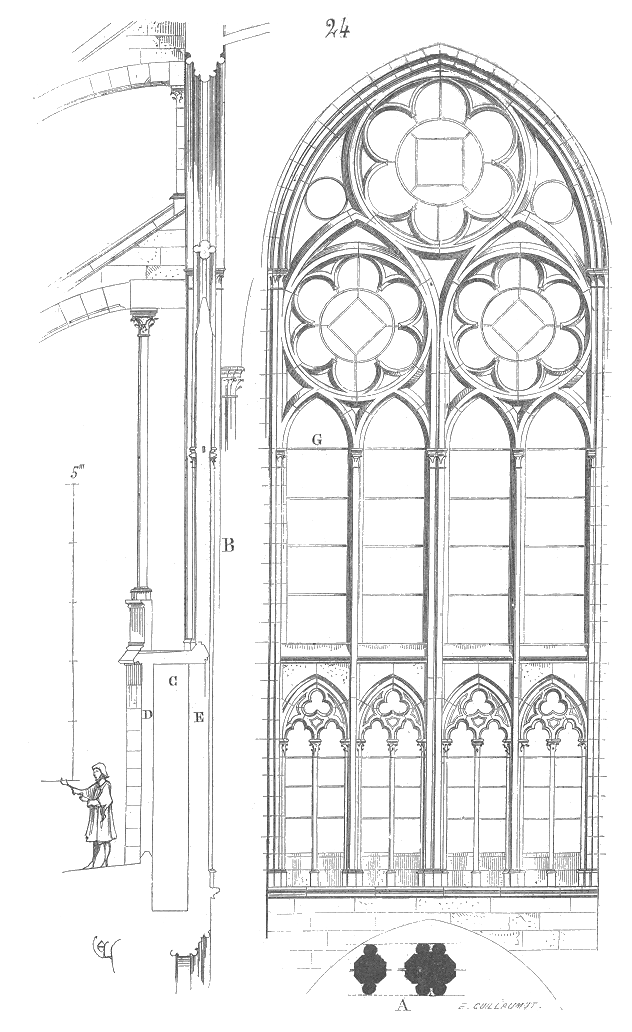
Fenster aus dem 13. Jahrhundert mit drei stehenden Sechspässen oben und vier liegenden Dreipässen unten
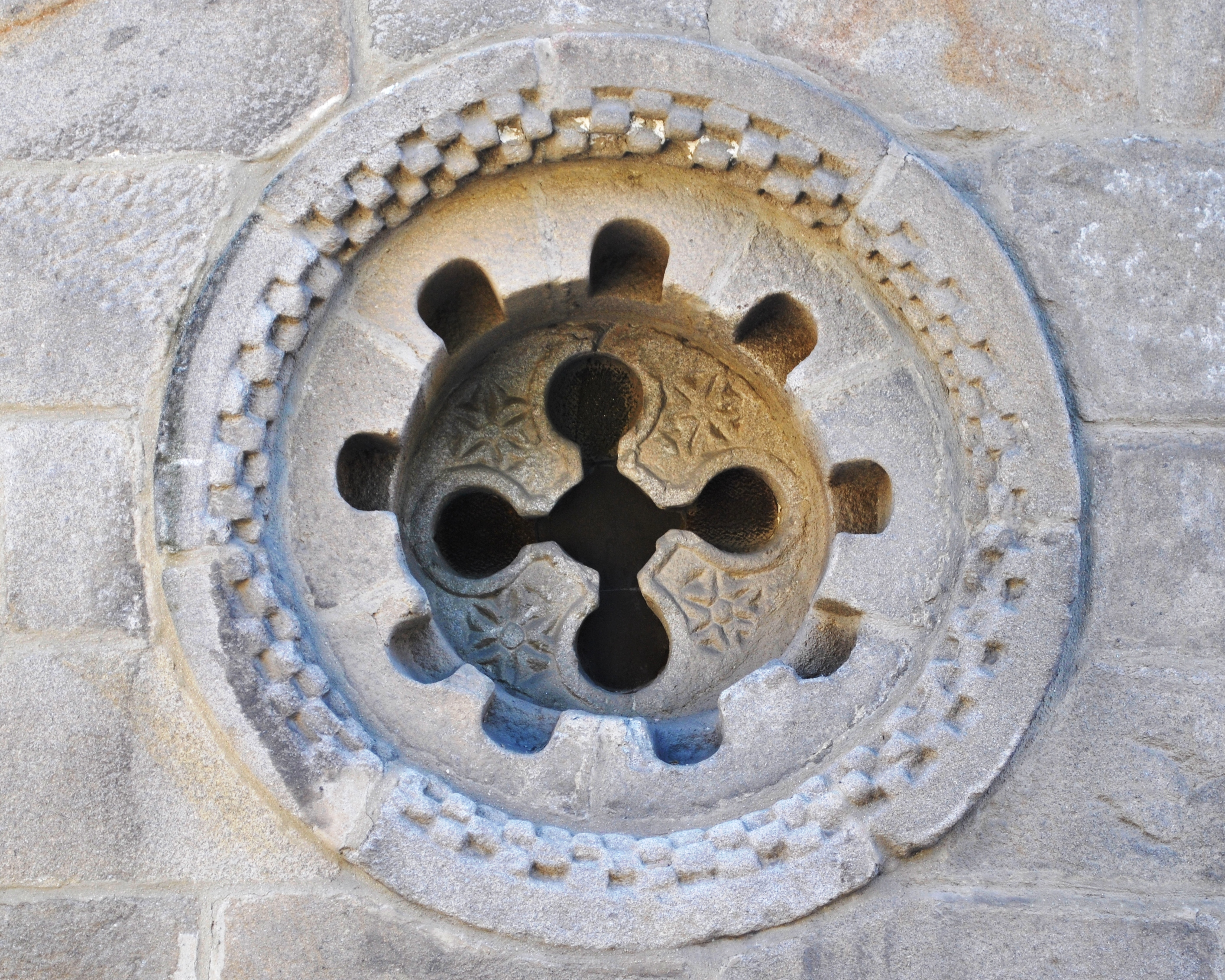
Kreuzförmiges Vierpassfenster mit Vielpassrahmung an der Kirche von Castrelos

## Geometrische Eigenschaften

Beweisfigur

Gegeben sei ein Vierpass aus Dreiviertelkreisbögen von vier kongruenten Kreisen mit Radius {\displaystyle r}, die einem Kreis {\displaystyle k} mit Radius {\displaystyle R} einbeschrieben sind. Dann gilt
{\displaystyle r=R\cdot \left({\sqrt {2}}-1\right)}.
Beweis:
Nach dem Satz des Pythagoras gilt im gelben Dreieck der Beweisfigur
{\displaystyle (2r)^{2}=2\cdot \left(R-r\right)^{2}}.
Hieraus folgt nach elementaren algebraischen Termumformungen
{\displaystyle r=R\cdot \left({\sqrt {2}}-1\right)}.